# Raión de Lypova Dolyna
Lypova Dolyna (en ucraniano: Липоводолинський район) era un raión o distrito de Ucrania, en el óblast de Sumy. La capital era la ciudad de Lypova Dolyna. 
El raión fue disuelto el 18 de julio de 2020, como parte de una reforma administrativa de Ucrania. 

## Demografía
En 2020 tenía una población estimada de 17713 habitantes.